# NGC 7724
إن جي سي 7724 التي يرمز لها بالرمز NGC 7724، هي مجرة، في كوكبة الدلو.

## الاكتشاف
اكتشفت في 23 سبتمبر 1873، بواسطة إدوارد ستيفان.